# Mikołajew (województwo podlaskie)
Mikołajew – kolonia w Polsce położona w województwie podlaskim, w powiecie łomżyńskim, w gminie Łomża. Obecnie część pobliskiej wsi 
Konarzyce.
W latach 1975–1998 miejscowość administracyjnie należała do województwa łomżyńskiego.